# Pulo Seunong
Pulo Seunong is een bestuurslaag in het regentschap Pidie van de provincie Atjeh, Indonesië. Pulo Seunong telt 886 inwoners (volkstelling 2010).